# Organist-titularis
Een organist-titularis, Frans organiste titulaire, is in België en Frankrijk de door de kerkfabriek aangestelde organist die in vast dienstverband de eredienst in de Katholieke Kerk opluistert. Dit houdt in de wekelijkse missen en begrafenissen, bruiloften, hoogmissen en het begeleiden van het kerkkoor. Hij is ook verantwoordelijk voor het onderhoud van zijn instrument en voor eventuele concerten die er plaatsvinden.